# Stor-Uppdjusen
Stor-Uppdjusen är en sjö i Älvdalens kommun i Dalarna och ingår i Dalälvens huvudavrinningsområde. Sjön har en area på 2,87 kvadratkilometer och ligger 462,2 meter över havet. Sjön avvattnas av vattendraget Dysån (Uppdjusån). Vid provfiske har abborre, gädda, mört och sik fångats i sjön.

## Delavrinningsområde
Stor-Uppdjusen ingår i det delavrinningsområde (678554-139050) som SMHI kallar för Utloppet av Stor-Uppdjusen. Medelhöjden är 475 meter över havet och ytan är 11,92 kvadratkilometer. Räknas de 2 avrinningsområdena uppströms in blir den ackumulerade arean 28,25 kvadratkilometer. Dysån (Uppdjusån) som avvattnar avrinningsområdet har biflödesordning 2, vilket innebär att vattnet flödar genom totalt 2 vattendrag innan det når havet efter 373 kilometer. Avrinningsområdet består mestadels av skog (63 procent). Avrinningsområdet har 2,92 kvadratkilometer vattenytor vilket ger det en sjöprocent på 24,5 procent.